# 京都市電九条線
九条線（くじょうせん）は、京都市の九条通に敷設されていた京都市電の軌道路線。
昭和初期に［都市計畫軌道延長 第二期事業（外劃線）］の一環として建設された。特に九条跨線橋は、本町通から京阪本線、奈良線、琵琶湖疏水、師団街道、鴨川、高瀬川、須原通等と殆んど連続的に交叉しており、京都市政史には「甚だ難工事であつた（原文通り）」と記されている。
路線は市南部の東福寺から西大路九条までを全区間併用軌道で結び、外周線の一端を担っていた。
京都市電の最終日まで営業を続け、1978年（昭和53年）に廃止された。

## 沿革
- 1923年（大正12年）5月26日：市会が第77号議案を可決。九条線路線決定
- 1933年（昭和8年）8月5日：大石橋 - 九条車庫前間開業。九条車庫開設
- 1937年（昭和12年）
  - 5月7日：九条大宮 - 西大路九条間開業
  - 11月22日：東福寺 - 大石橋間開業。九条車庫前 - 九条油小路（後に九条近鉄前と改称）間開業
- 1939年（昭和14年）2月21日：九条油小路 - 九条大宮間開業により九条線全線開業
- 1940年（昭和15年）12月2日：急行運転開始（日曜祝祭日を除く午前6時 - 午前9時／午後4時 - 午後7時）
- 1943年（昭和18年）
  - 2月21日：急行運転強化（日曜祝祭日を含む毎日午前6時 - 午前10時／午後4時 - 午後8時）
  - 11月1日：終日急行運転実施（終了期日不明）
- 1962年（昭和37年）3月27日：急行運転開始（日曜祝日を除く午前7時－午前9時）
- 1964年（昭和39年）
  - 1月1日：奈良電気鉄道買収に伴い、九条奈良電前停留場を九条近鉄前停留場に改称。
  - 6月1日：ワンマンカー運行開始（当初3週間は添乗者が付き、一人乗務は6月22日実施）
- 1965年（昭和40年）
  - 9月10日：2両連結運転開始（西大路九条 - 九条車庫前間、日曜祝日を除く午前7時 - 午前9時）
  - 12月1日：自動車の併用軌道乗入が全面開放となる
- 1969年（昭和41年）8月18日：九条七本松停留場と羅城門町停留場を統合し九条新千本停留場を設ける。
- 1970年（昭和45年）1月16日：2両連結運転終了
- 1975年（昭和50年）
  - 3月30日：全車ワンマンカー化実施
  - 4月15日：一部区間における諸車の併用軌道乗入禁止を実施
- 1977年（昭和52年）10月1日：九条車庫廃止
- 1978年（昭和53年）
  - 9月30日：「さようなら 京都市電」電車を運行。旅客営業終了
  - 10月1日：九条線全線廃止。市バスに転換

## 電停一覧
停留所／交叉する通り（接続、距離、急行停車駅は路線図参照）
- 東福寺／
- 九条河原町／河原町通
- 大石橋／竹田街道
- 九条車庫前／新町通
- 九条近鉄前／油小路通
- 九条大宮／大宮通
- 京阪国道口／壬生通

（* 羅城門町）
- 九条新千本／新千本通

（* 九条七本松／七本松通）
- 洛陽高校前／御前通・西国街道
- 西大路九条／西大路通

## 他線との交叉
立体交叉
- 奈良線・京阪本線 九条線（九条通） 九条跨線橋 架設
- 近鉄京都線 近鉄京都線 跨線橋 架設